# Mitopus
Genre
Synonymes
- Strandibunus Roewer, 1912
- Parodiellus Roewer, 1923

Mitopus est un genre d'opilions eupnois de la famille des Phalangiidae.

## Distribution
Les espèces de genre se rencontrent en écozone holarctique.

## Liste des espèces
Selon World Catalogue of Opiliones (21/07/2025) :
- Mitopus bidentatus (Morin, 1934)
- Mitopus ericaeus Jennings, 1982
- Mitopus glacialis (Heer, 1845)
- Mitopus koreanus (Roewer, 1957)
- Mitopus mobilis Karsch, 1881
- Mitopus mongolicus Roewer, 1912
- Mitopus morio (Fabricius, 1779)

## Systématique et taxinomie
Ce genre a été décrit par Thorell en 1876 dans les Phalangiidae.
Strandibunus, remplacé par Parodiellus a été placé en synonymie par Martens en 1978.

## Publication originale
- Thorell, 1876 : « Sopra alcuni Opilioni (Phalangidea) d'Europa e dell'Asia occidentale, con un quadro dei generi europei di quest'ordine. » Annali del Museo Civico di Storia Naturale Giacomo Doria, vol. 8, p. 452-508 (texte intégral).